# Eschweilera microcalyx
Eschweilera microcalyx är en tvåhjärtbladig växtart som beskrevs av Scott A. Mori. Eschweilera microcalyx ingår i släktet Eschweilera och familjen Lecythidaceae.
Artens utbredningsområde är Colombia. Inga underarter finns listade i Catalogue of Life.